# 清水寺 (静岡市)
清水寺（きよみずでら）は、静岡市葵区にある高野山真言宗の寺院。山号は音羽山。駿河三十三観音霊場第19番札所。

## 概要
清水寺は千手観音菩薩を本尊とする、静岡県内では数少ない真言宗の寺院。谷津山の西麓にあり、観音堂1棟と観音堂厨子1基が、静岡県指定有形文化財（建造物）で、鉄筋本堂と鐘楼と庫裏が国の登録有形文化財となっている。

## 歴史
- 永正年間（1504年） - 印融法印が現在清水寺のある場所に檀林を開く。
- 天文5年（1536年） - 今川氏輝が死亡。清水寺開創の遺命有り。
- 永禄2年（1559年） - 京都より尊寿院大僧正道因（そんじゅいん だいそうじょう どういん）が招かれ、開山。
- 永禄4年（1561年） - 住職が盛から秀尊に譲られる。
- 永禄11年（1568年） - 武田信玄が駿府を攻め、伽藍が焼失する。
- 慶長7年（1602年） - 徳川家康が朱印をもって供養田と山林を寄進する。
- 正徳5年（1712年） - 伽藍が焼失。正徳4年に再建。
- 明和7年（1770年） - 時雨窓が境内に芭蕉の句碑を建立する。
- 嘉永7年（1854年） - 安政東海地震で境内の堂宇がほとんど崩壊焼失。
- 明治初期（1868年） - 浅間神社から薬師堂が移される。
- 明治44年（1911年） - 静岡市より分時鐘を譲り受ける。
- 昭和6年（1931年） - 本堂を中国寺院風に鉄筋で建立。
- 昭和19年（1944年） - 東京都内の疎開の児童を受け入れる。
- 昭和55年（1980年） - 聖天堂が完成。

### 今川氏と清水寺
駿河の守護大名・今川氏輝は1513年（永正10年）に、8代今川氏当主・氏親の嫡男として生まれ、13歳で元服した。その翌年に氏親が死亡したため家督を継いだが、このとき氏輝はわずか14歳の若年であったため、氏親の正室・中御門氏が髪をおろし、寿桂尼と名乗って補佐役となっている。その後、1536年（天文5年）に氏輝が24歳で死亡したときに、清水寺の開創を遺命したとされる。「今川記」によれば、氏輝は当時より臨済宗を信仰していたとされているため、遺命でなぜ真言宗の寺院を開創させたのかは謎であるが、寿桂尼が京都出身であり、観音信仰を持っていたからである可能性がある。
また、氏輝が死亡したのと同日に弟・彦五郎も死亡し、後に家督を巡る争い（花倉の乱）が引き起こされている。そのためか、漸く1559年（永禄2年）になって氏輝の遺命が実行され、今川家臣・朝比奈丹波守元長が当寺を建立した。その際、地形が京都の清水寺と似ているため、この寺名が付けられた。

### 徳川氏と清水寺
開創された清水寺は、堂宇が整うまでもなく1568年（永禄11年）には武田氏の駿河侵攻によって焼失してしまう。しかし、徳川家康が、1582年（天正10年）に駿府を領有して以降はしばしば当寺を参拝し、自らの念持仏の千手観音（伝・恵心僧都作）を奉納するなどした。
また、家康が将軍として江戸城にあった1602年（慶長7年）には高10石の朱印地を与え、この朱印をもって供養田と山林を寄進するとともに、三つ葉葵の使用を許した。そして、大御所として駿府にあった最晩年の1616年（元和2年）には本堂の再建を行った。
その後も当寺は、たびたび災害にあっているが、その都度幕府によって修理が施されている。だが、文化年間には整っていた伽藍が明治初めの絵図に描かれていないのは、安政の大地震によってその大部分が崩壊して以来修理をされていなかったからである。したがって、長い間、幕府の加護を受けてきた当寺もたびかさなる災害により、幕末には衰退の道を歩んでいたことが分かる。
明治維新後、徳川慶喜や徳川家達が静岡にいた際、何度か当寺を訪れ若干の寄進を行った。

## 清水観音大祭
清水祭と呼ばれるこの祭りは7月9日に行われ、夏を知らせる合図として今でもたくさんの人が訪れる。7月9日は、四万八千功徳日（しまんはっせんくどくにち）に当たる日で、この日に参拝すれば一生分の幸福がもらえるといわれている。また、浅草の浅草寺などでは、四万八千功徳日ではなく、四万六千功徳日となっている。これは一升の升（ます）に米をいっぱいに入れると、米が46000粒から48000粒入ることから、一升と一生をかけて、一生分の幸福が得られるとなったためである。
家康が千手観音を寄進した際に、この観音にあやかるため厄除け開運の大祈願を行い、瓦職人たちが花火を上げたのが始まりといわれている。

## 文化財
静岡県指定有形文化財
- 観音堂

国の登録有形文化財
- 本堂（1931年、古宇田實設計）RC造、中華風のデザインを加味している
- 鐘楼
- 庫裏

## アクセス
- 静岡鉄道 「音羽町駅」下車、徒歩５分。

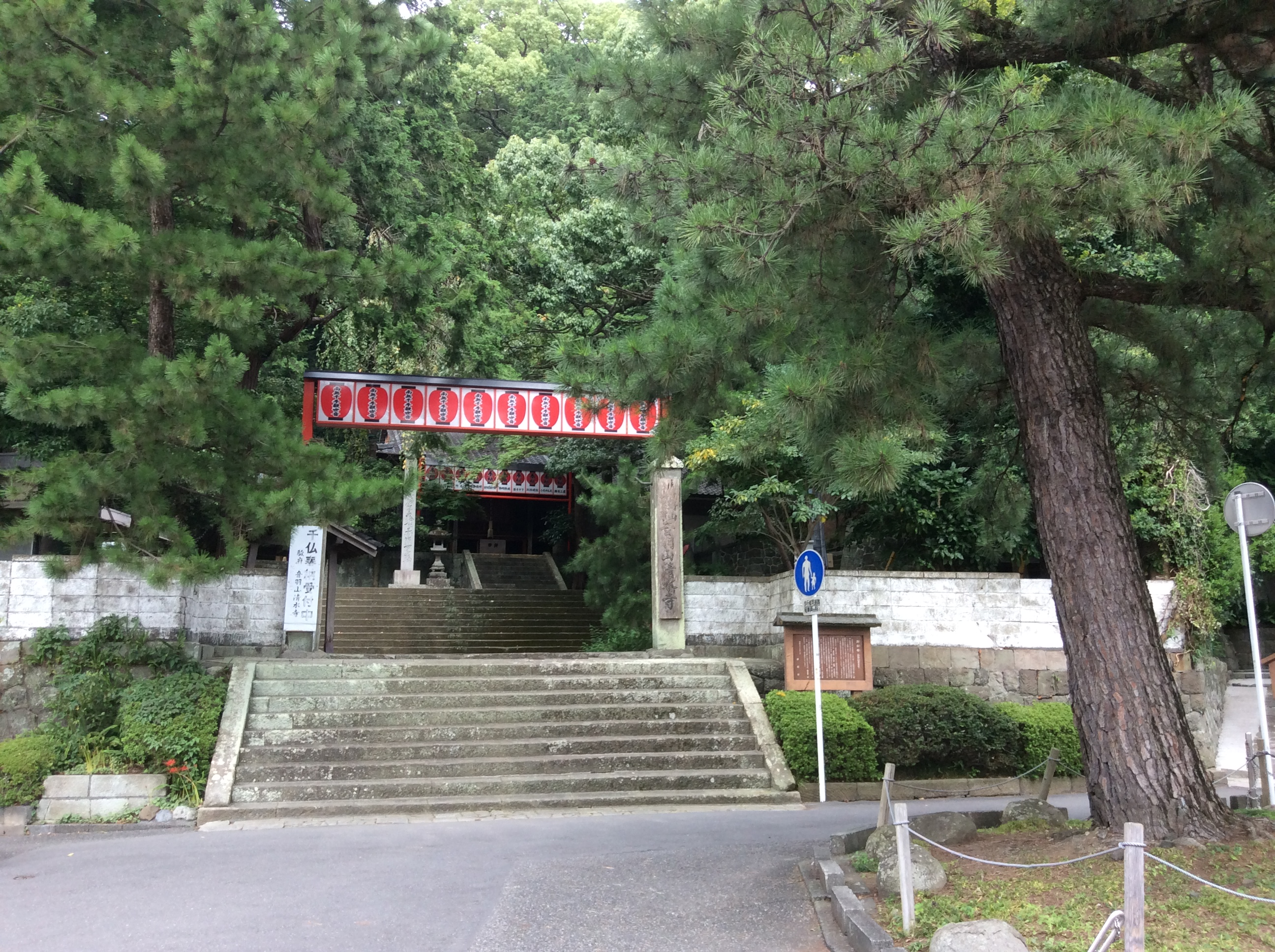
山門と徳川家康下乗の松（2017年9月20日撮影）
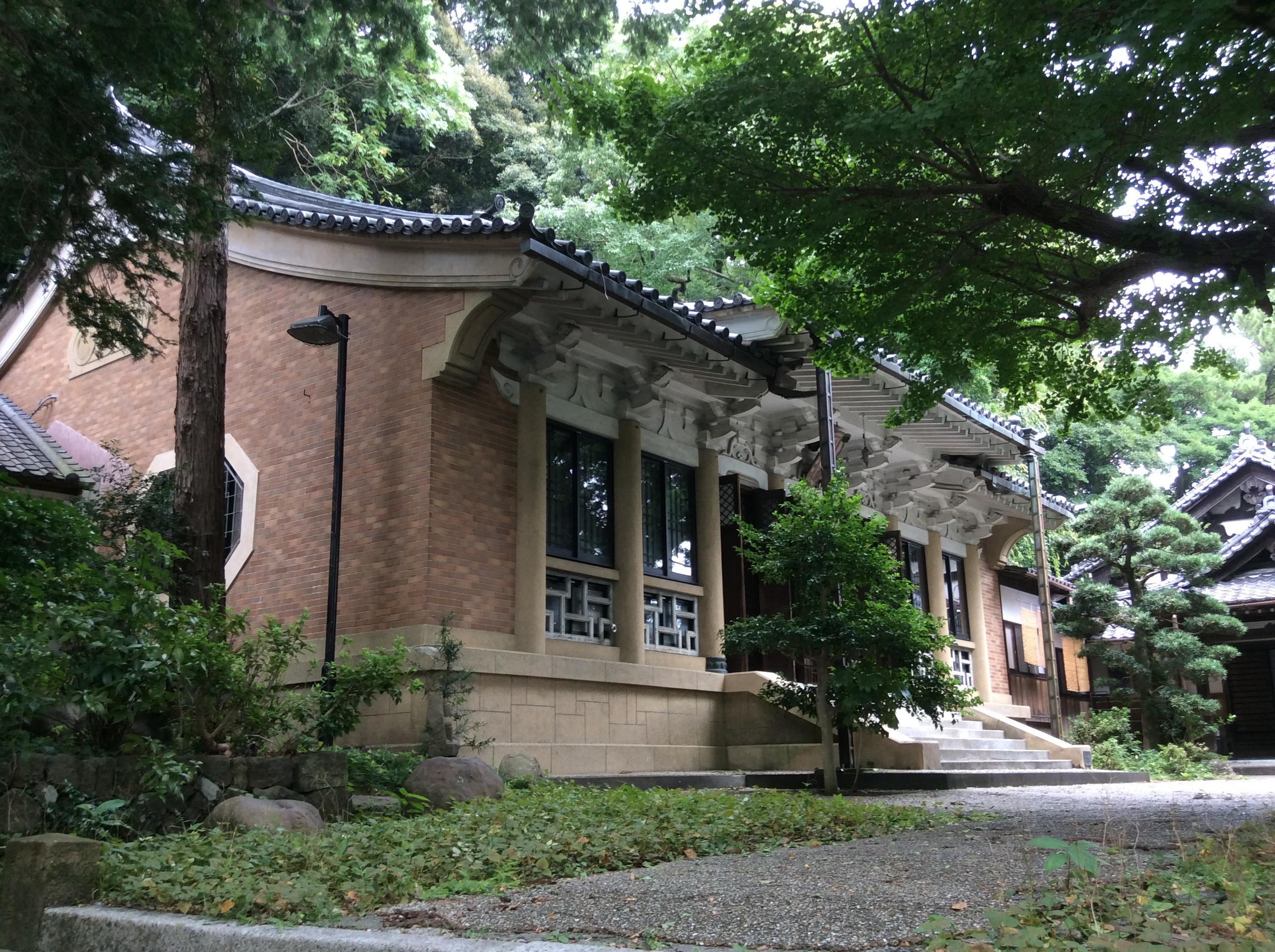
本堂（2017年9月20日撮影）
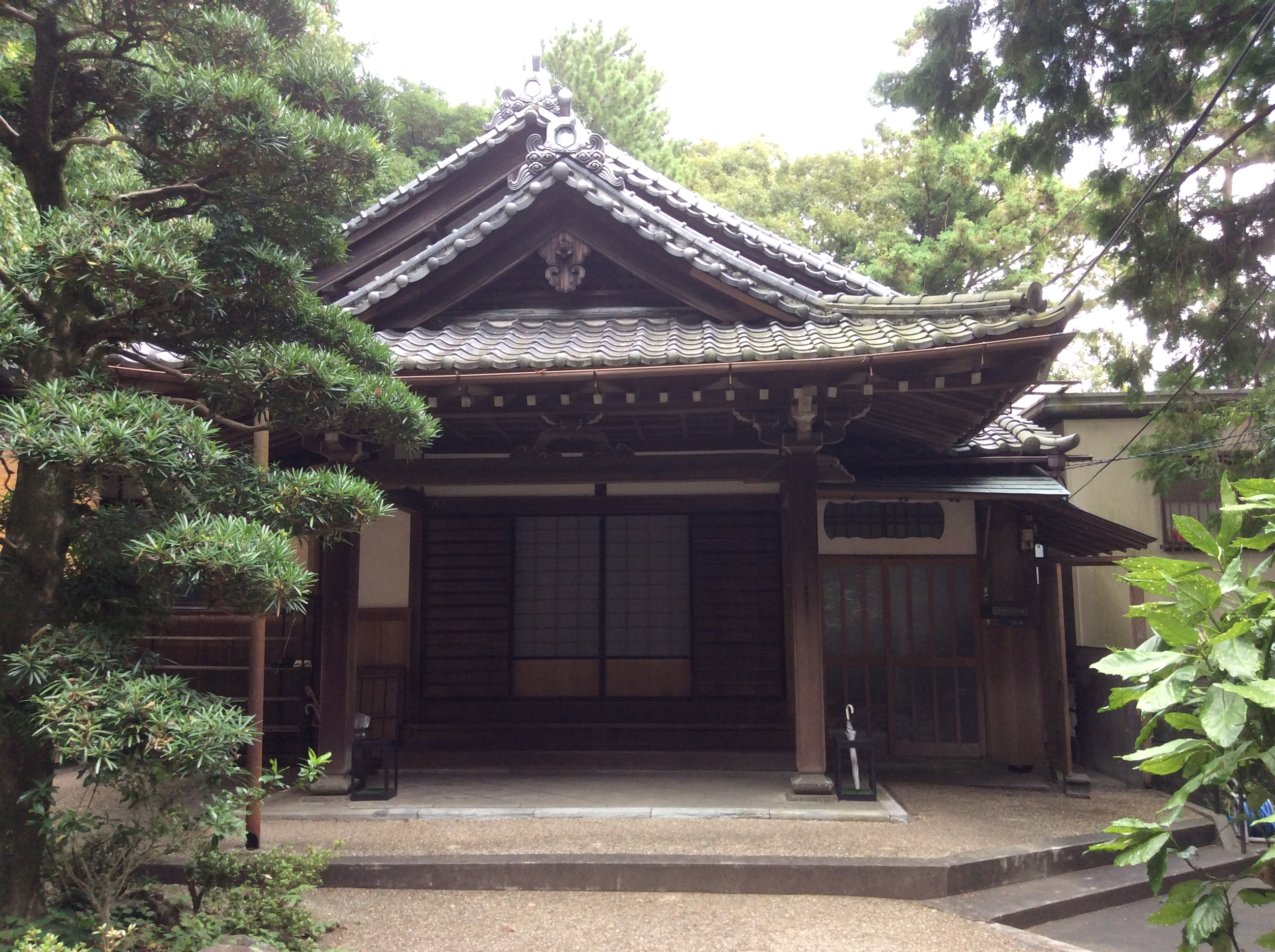
寺務所（2017年9月20日撮影）
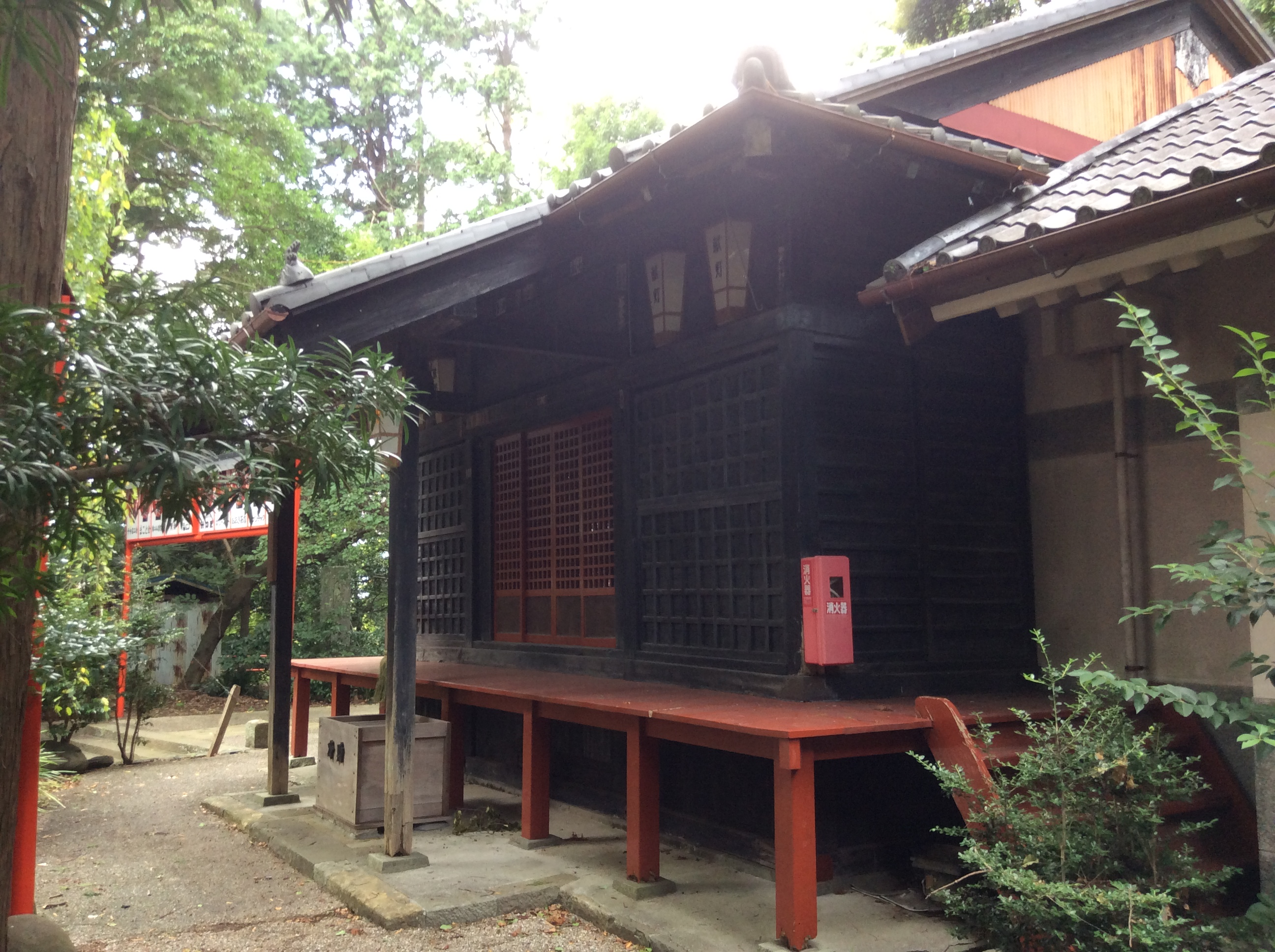
薬師堂（2017年9月20日撮影）
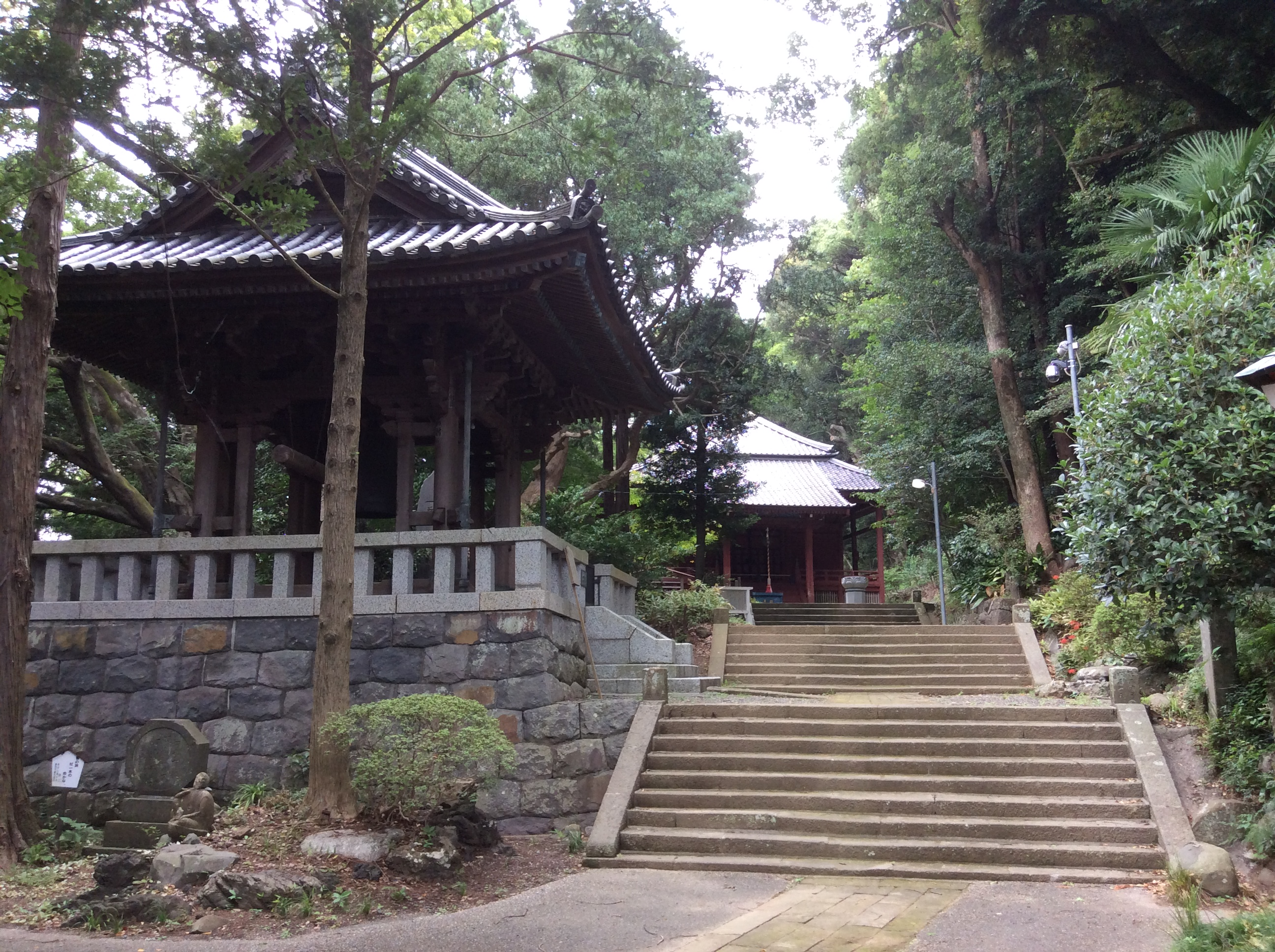
鐘楼（2017年9月20日撮影）
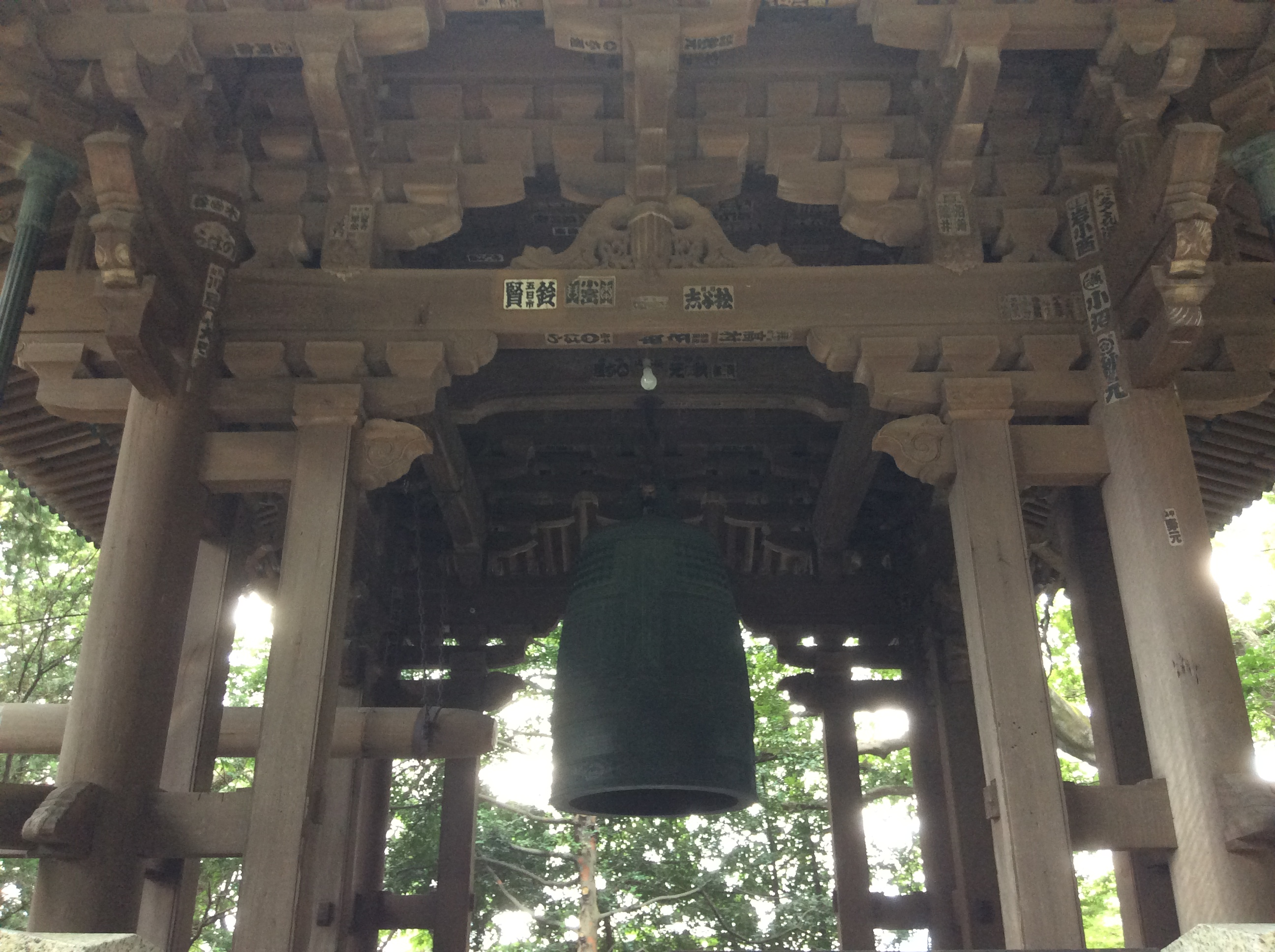
同左（2017年9月20日撮影）
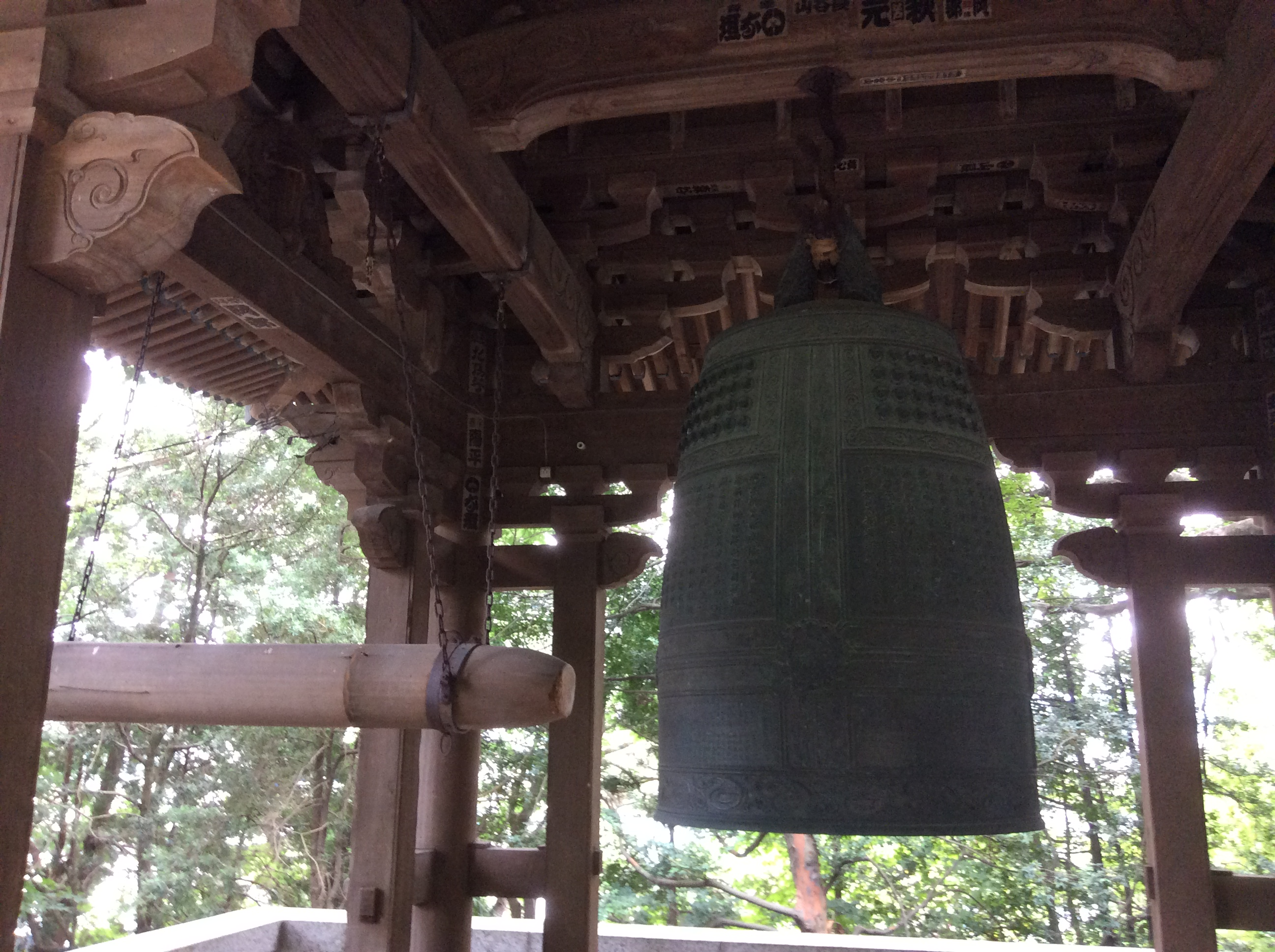
同左、梵鐘（2017年9月20日撮影）
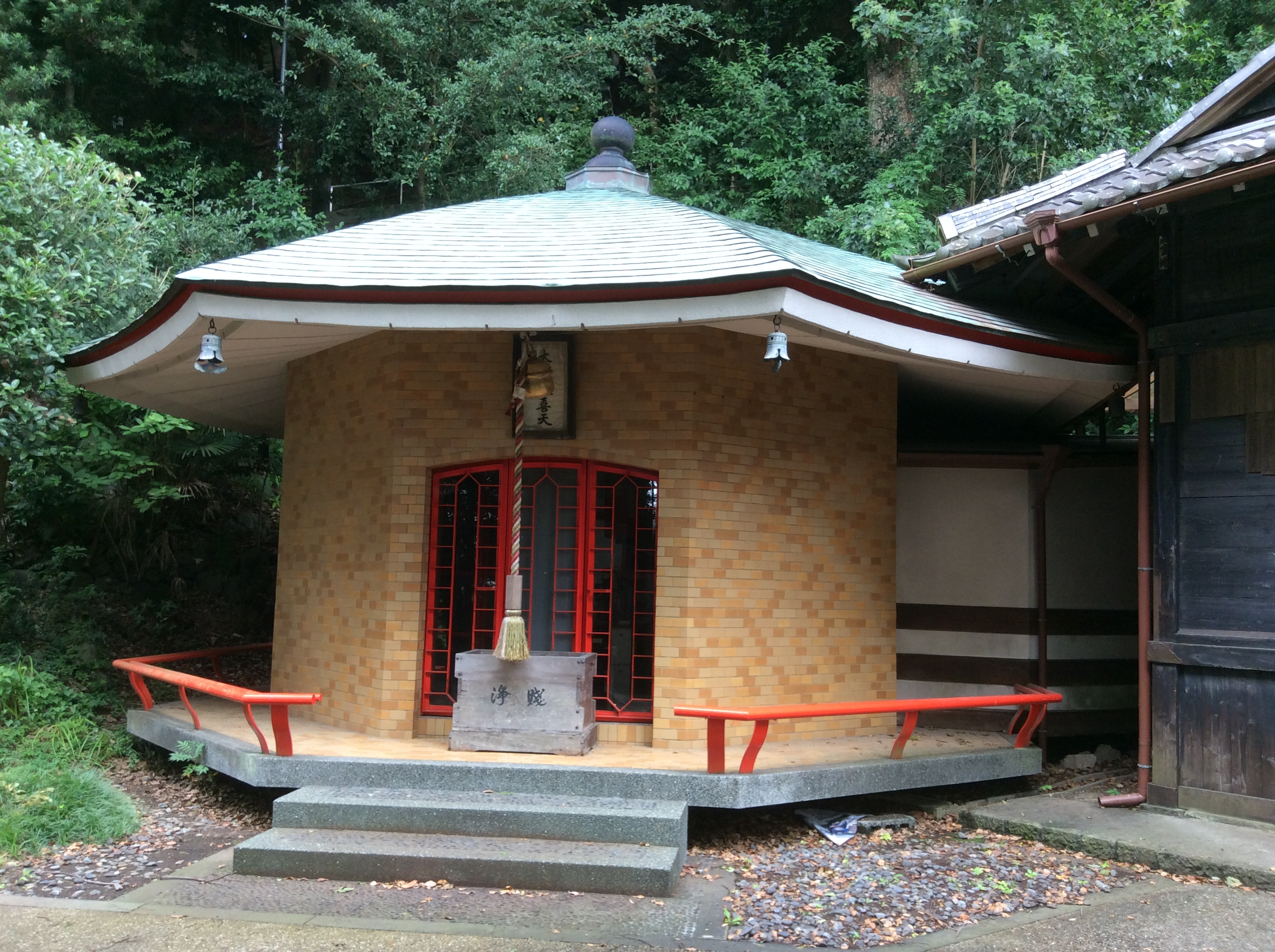
聖天堂（2017年9月20日撮影）
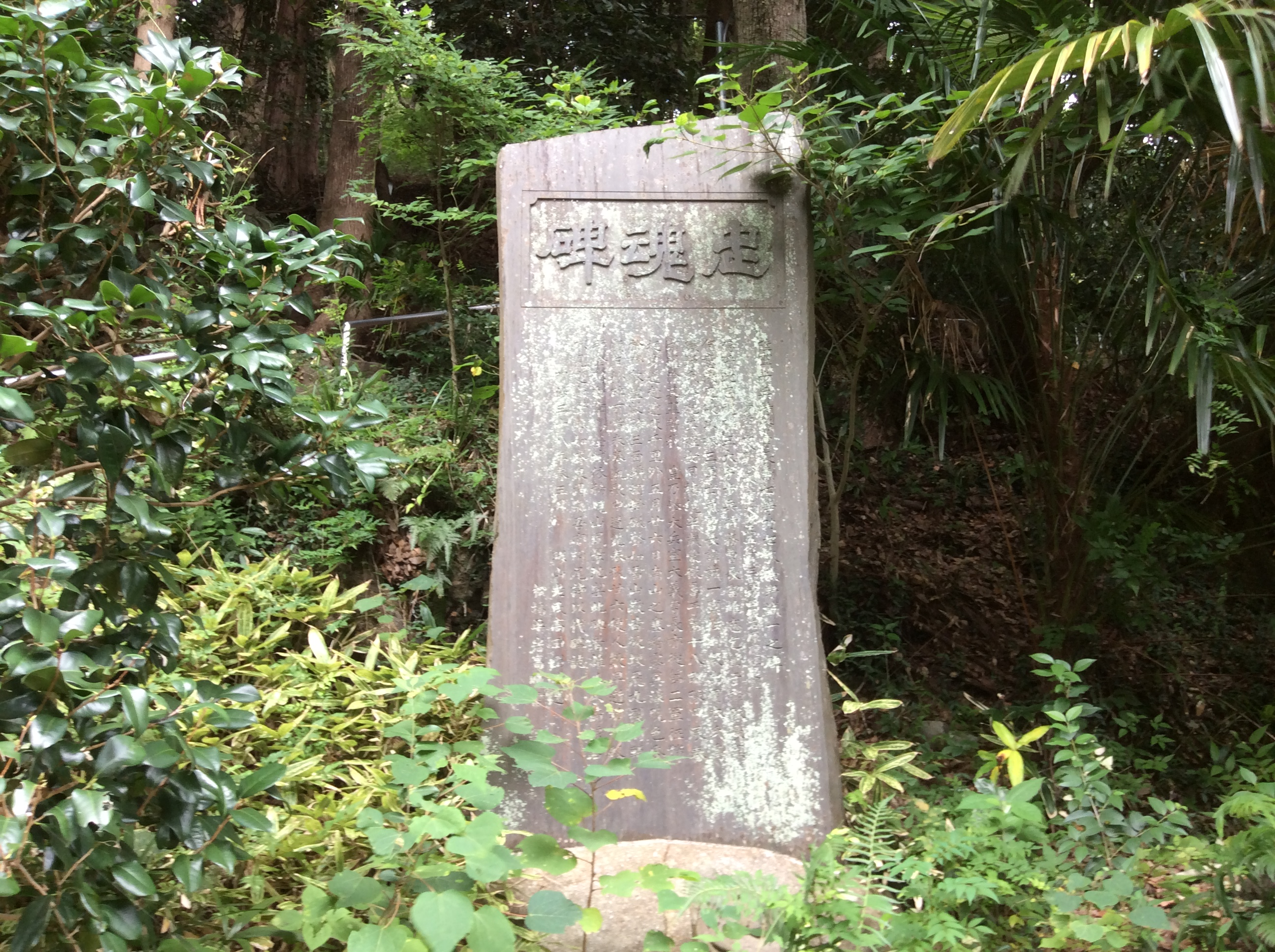
忠魂碑（2017年9月20日撮影）